# Space Academy
Space Academy est une série télévisée américaine de space opera en quinze épisodes de 25 minutes produite par Filmation et diffusée du 10 septembre 1977 au 17 décembre 1977 sur le réseau CBS.
Cette série est inédite dans tous les pays francophones.

## Synopsis
En 3732, l'Académie de l'espace est une station spatiale chargée d'instruire les nouveaux cadets de la flotte terrienne. Supervisée par le commandant Gampu, elle éduque les futurs aventuriers de l'espace. Le danger n'est jamais bien loin des missions qui leur sont assignées.

## Fiche technique
- Créateur : Allen Ducovny
- Producteur : Arthur H. Nadel
- Producteurs exécutifs : Norm Prescott et Lou Scheimer
- Supervision de l'écriture : Charlsie Bryant
- Musique : Ray Ellis et Norm Prescott
- Directeur de la photographie : Alric Edens
- Montage : Marsh Hendry, Ronald LaVine, Bill Moore, Douglas Robertson, Stanley Frazen et Aaron Stell
- Création des décors : Raymond Beal et William McAllister
- Création des costumes : Bill Campbell
- Effets spéciaux de maquillage : Susan Bernay
- Effets spéciaux : John Frazier
- Effets spéciaux visuels et maquettes : Chuck Comisky, John Grusd, Paul Huston, David Jones, Rob Maine, Mike Murphy, Jonathan Seay, Stan Shanahan et Jody Westheimer
- Compagnie de production : Filmation Associates
- Compagnie de distribution : Columbia Broadcasting System
- Langage : Anglais Mono
- Durée : 25 minutes
- Image : Couleurs
- Ratio : 1.33:1 plein écran
- Format : 16 mm

 Sauf indication contraire, les informations mentionnées dans cette section peuvent être confirmées par la base de données cinématographiques IMDb,  présente dans la section « Liens externes ».

## Distribution
- Jonathan Harris : Commandant Gampu
- Pamelyn Ferdin : Capitaine Laura Gentry
- Ric Carrott : Capitaine Chris Gentry
- Ty Henderson : Lieutenant Paul Jerome
- Maggie Cooper : Lieutenant Adrian Price-Jones
- Brian Tochi : Tee Gar Soom
- Eric Greene : Loki
- Erika Scheimer : Voix originale de Peepo

## Épisodes
1. Les Survivants de Zalon (The Survivors of Zalon)
2. Les Naufragés de l'espace-temps (Castaways in Time and Space)
3. Cache-cache (Hide and Seek)
4. Compte à rebours (Countdown)
5. Rien ne vaut son chez soi (There's No Place Like Home)
6. Les Rochers de Janus (The Rocks of Janus)
7. Affaire de singe (Monkey Business)
8. La Planète fantôme (The Phantom Planet)
9. Planète de feu (Planet of Fire)
10. La vie commence à 300 ans (Life Begins at 300)
11. Le Pari (The Cheat)
12. Marcia, mon adorée (My Favorite Marcia)
13. Le Hockey de l'espace (Space Hookey)
14. La Légende (Star Legend)
15. Johnny Sunseed (Johnny Sunseed)

## DVD
L'intégralité de la série est sortie en Zone 1 en coffret 4 DVD chez BCI le 16 janvier 2007 en version originale non sous-titrée bénéficiant de nombreux suppléments (Making of, commentaires audio, galerie de photos, concepts décors, bonus DVDROM ainsi qu'un livret collector.